# Günter M. Schelwokat
Günter Martin Schelwokat (* 7. Februar 1929 in Tilsit, Ostpreußen; † 6. April 1992 in Straubing) war ein deutscher Verlagslektor, Programmleiter, Autor und Übersetzer, der die Produktion und inhaltliche Ausrichtung von Heftromanen des Genres Science-Fiction in Deutschland nach dem Zweiten Weltkrieg maßgebend prägte.

## Leben und Wirken
Günter M. Schelwokat wurde in Tilsit geboren und wuchs dort auf. Im Verlauf des Zweiten Weltkriegs verschlug es ihn nach Bayern. Straubing wurde seine zweite Heimat. In München studierte er Neuphilologie. Anschließend übte er eine Lehrtätigkeit aus. Für die amerikanische Besatzungsmacht arbeitete er als Dolmetscher. Dies gab den entscheidenden Anstoß für seine Beziehung zur Science-Fiction.
Kurze Zeit nach dem Beginn der Heftroman-Serie Perry Rhodan, die 1961 durch Karl-Herbert Scheer und Walter Ernsting angestoßen wurde, begann Schelwokat seine Arbeit für die Heftreihe. Er war drei Jahrzehnte bis zu seinem Tod Chefredakteur und leitender Lektor der Inhalte von Perry Rhodan. Zeitweise war er auch mit der Konzeption und Realisierung der Heftroman-Reihen Atlan, Dragon – Söhne von Atlantis und Terra befasst.
Ernst Vlcek zufolge wurde Schelwokat „wegen seiner Akribie beim Lektorieren der Manuskripte als ‚Sadist von Straubing’ bezeichnet. Bei den Moewig-Autoren waren seine Anrufe gefürchtet, bei denen er die Übeltäter wegen ihrer Schludereien ‚hart rannahm’.“ Nach Schelwokats Tod wurde seine Arbeit für die Perry Rhodan-Romane von Florian F. Marzin und Klaus N. Frick fortgesetzt.
Schelwokat trat auch als Übersetzer und Herausgeber klassischer Science-Fiction-Literatur hervor. So legte er die deutsche Fassung eines Romans von Robert A. Heinlein vor.